# Red Poll
Red Poll es una raza de ganado desarrollada en Inglaterra a principios del siglo XIX, siendo cruce de ganados raza Norfolk y raza Suffolk.

## Morfología

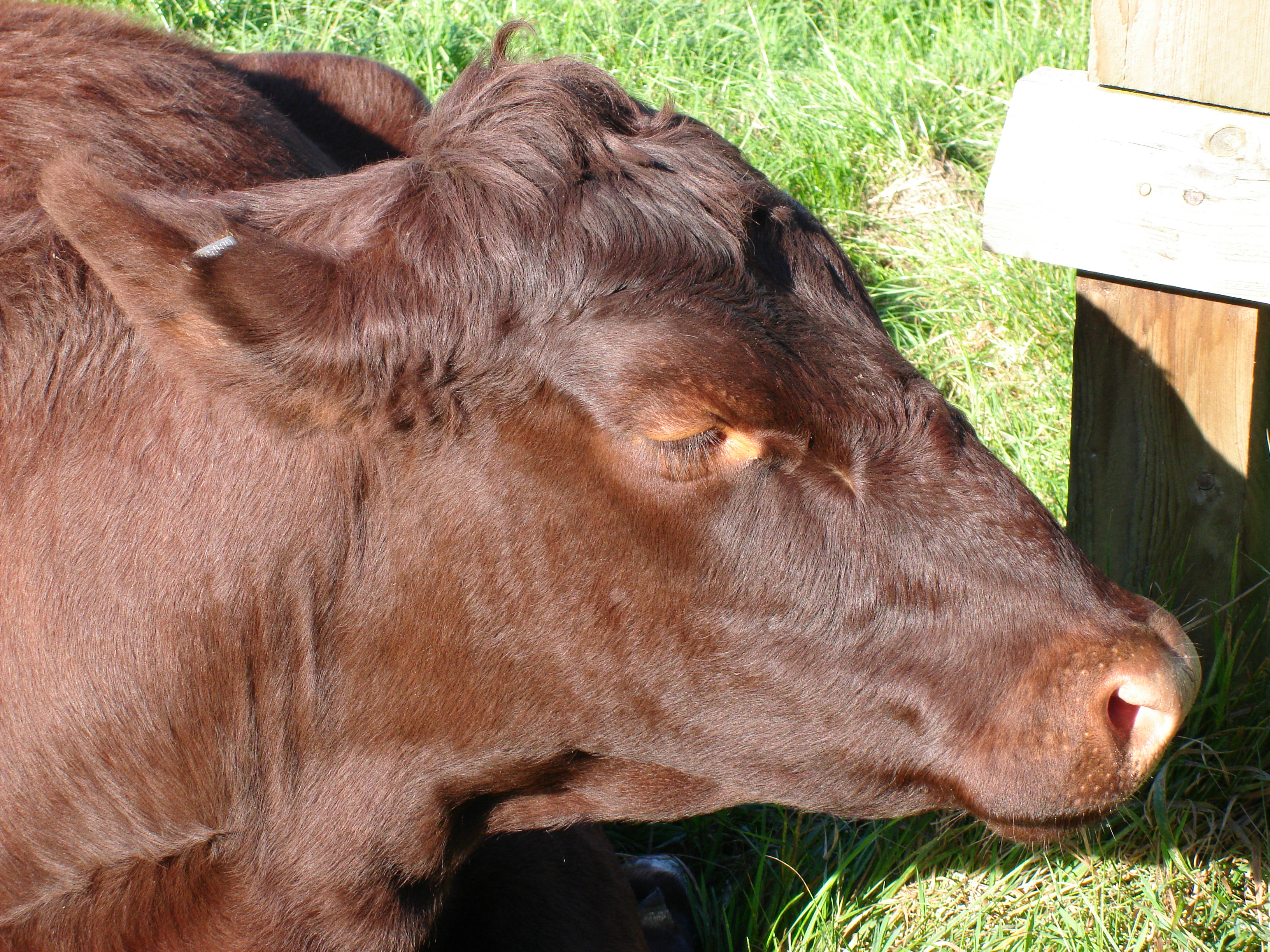
Ejemplar de Red Poll.

El Red Poll no tiene cuernos, al igual que la raza SuffolkY EL ANGUS "ROJO, NEGRO". El ganado Norfolk, por su parte, tiene cuernos pero el gen de ganado sin cuerno es dominante. Los Red Poll se crían como animales tanto para carne como para leche.
La raza es de tamaño mediano las vacas maduras pesan entre 544 a 771 kg los toros adultos pesan en general 907 kg.